# أحمد محمود (لاعب كرة قدم مواليد 1989)
أحمد محمود (مواليد 30 مارس 1989) لاعب كرة قدم إماراتي دولي يجيد اللعب كحارس مرمى في نادي خورفكان .
لعب سابقاً لأندية الشباب والوصل والأهلي والشارقة وحتا.

## روابط خارجية
- أحمد محمود على موقع قاعدة بيانات كرة القدم.إي يو (الإنجليزية)
- أحمد محمود على موقع قاعدة بيانات كرة القدم.إي يو (الإنجليزية)
- أحمد محمود على موقع Soccerway.com (الإنجليزية)